# Association cotonnière africaine
Pour les articles homonymes, voir ACA.
L’Association cotonnière africaine ou African Cotton Association (ACA) a été créée le 19 septembre 2002 à Cotonou (Bénin). Elle réunit les professionnels africains du coton pour défendre leurs intérêts au niveau international et favoriser les échanges d’expériences entre sociétés cotonnières africaines sur le plan agronomique, industriel et commercial.